# .mw
.mw (Malawi) é o código TLD (ccTLD) na Internet para o Malawi.